# Bohémond de Saint-Gilles
Bohémond de Saint-Gilles est une série de bande dessinée historique française créée par le dessinateur André Juillard et le scénariste Claude Verrien et publiée à partir d'avril 1976 dans l'hebdomadaire Formule 1 des éditions Fleurus. Au décès de Verrien en 1977, la série est reprise par Pierre Marin. Le dernier épisode est publié en 1982-1983 dans Triolo, alors que Juillard avait déjà quitté Fleurus pour Pif Gadget.
Bohémond de Saint-Gilles est un chevalier français qui participe aux Croisades. Guerrier humaniste et diplomate, il en profite pour résoudre divers crises en chemin.
Première série historique de Juillard, devenu dans les années 1980 un des principaux représentants du genre avec notamment Les Sept Vies de l'Épervier, Bohémond de Saint-Gilles lui permet d'épurer progressivement son trait.
La série compte 4 tomes.
Le dessinateur de la série, Julliard, est décédé durant l'été 2024.

## Albums
1. Les Chevaliers du désert, Fleurus, 1979  (ISBN 2215003030).
2. Sortilèges à Malte, Fleurus, 1982  (ISBN 2215004924)[6].
3. Duel en Sicile, Fleurus, 1983  (ISBN 2215005092).
4. L'Or des croisés, Fleurus, 1983  (ISBN 2215006110).